# Mitología griega

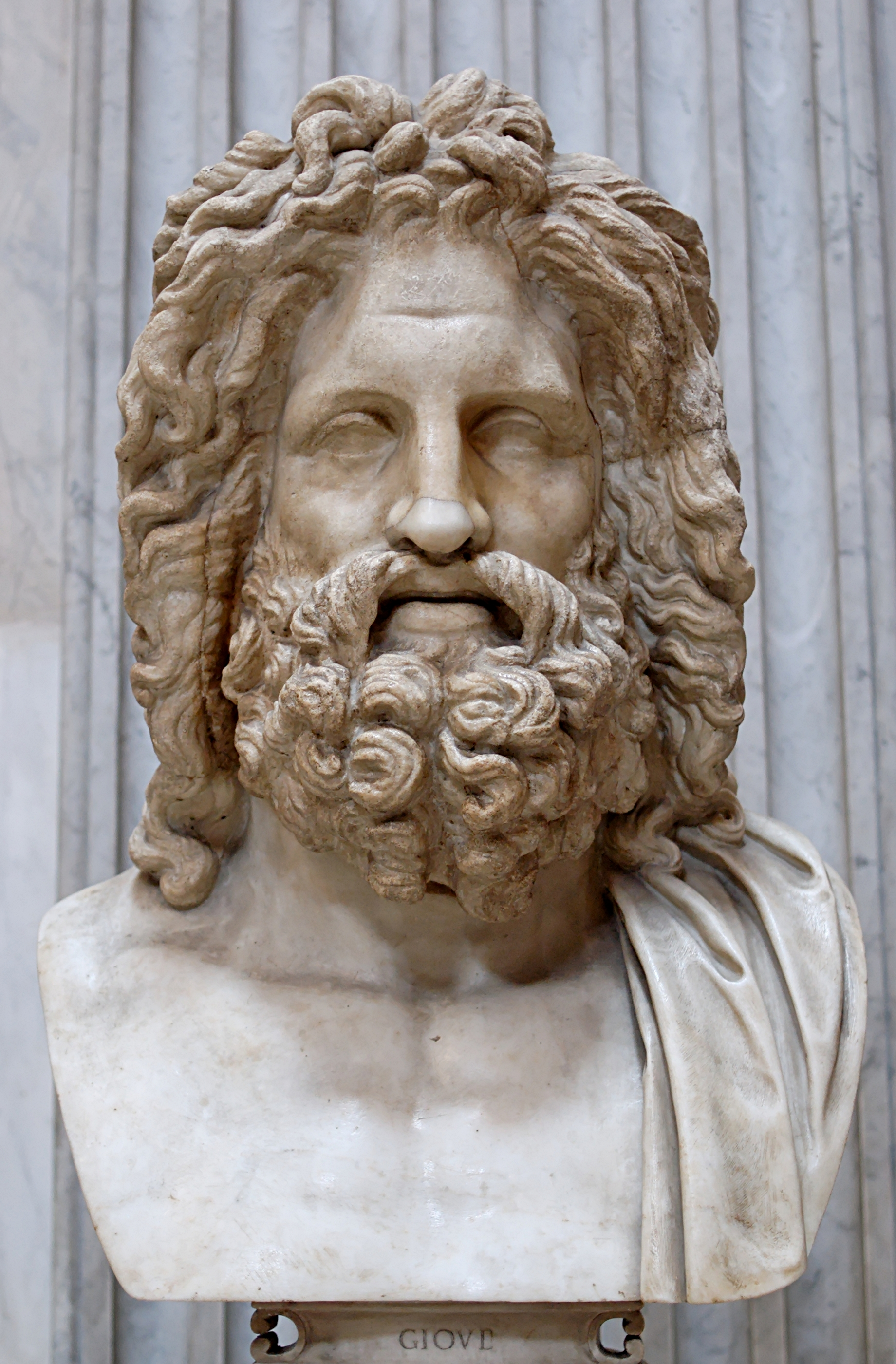
Busto de Zeus hallado en Otricoli (Sala Rotonda, Museo Pío-Clementino, Ciudad del Vaticano).

La mitología griega (Ελληνική μυθολογία en griego; Mythologia Graeca en latín) es el conjunto de mitos y leyendas pertenecientes a la cultura de la Antigua Grecia, que tratan de sus dioses y héroes, la naturaleza del mundo, los orígenes y el significado de sus propios cultos y prácticas rituales. Formaban parte de la religión de la Antigua Grecia, que tenía como objeto de culto básicamente a los dioses olímpicos. Los investigadores modernos recurren a los mitos y los estudian en un intento por arrojar luz sobre las instituciones religiosas y políticas de la antigua Grecia y su civilización, así como para entender mejor la naturaleza de la propia creación de los mitos.
La mitología griega aparece explícitamente en una extensa colección de relatos e implícitamente en artes figurativas tales como cerámica pintada y ofrendas votivas. Los mitos griegos intentan explicar los orígenes del mundo y detallan las vidas y aventuras de una amplia variedad de dioses, héroes y otras criaturas mitológicas. Estos relatos fueron originalmente difundidos en una tradición poética oral, si bien actualmente los mitos se conocen principalmente gracias a la literatura griega.
Las fuentes literarias más antiguas conocidas, los poemas épicos de la Ilíada y la Odisea, se centran en los sucesos en torno a la guerra de Troya. Dos poemas del casi contemporáneo de Homero, Hesíodo, la Teogonía y los Trabajos y días, contienen relatos sobre la génesis del mundo, la sucesión de gobernantes divinos y épocas humanas y el origen de las tragedias humanas y las costumbres sacrificiales. También se conservaron mitos en los himnos homéricos, en fragmentos de poesía épica del ciclo troyano, en poemas líricos, en las obras de los dramaturgos del siglo V a. C. en escritos de los investigadores y poetas del período helenístico y en textos de la época del Imperio romano de autores como Plutarco y Pausanias.
Los hallazgos arqueológicos suponen una importante fuente de detalles sobre la mitología griega, con dioses y héroes presentes prominentemente en la decoración de muchos objetos. Diseños geométricos sobre cerámica del siglo VIII a. C. representan escenas del ciclo troyano, así como aventuras de Heracles. En los subsiguientes periodos arcaico, clásico y helenístico aparecen escenas mitológicas homéricas y de otras varias fuentes para complementar la evidencia literaria existente.
La mitología griega ha ejercido una amplia influencia sobre la cultura, el arte y la literatura de la civilización occidental y sigue siendo parte del patrimonio y lenguaje cultural occidentales. Poetas y artistas han hallado inspiración en ella desde las épocas antiguas hasta la actualidad y han descubierto significado y relevancia contemporáneos en los temas mitológicos clásicos.

### Fuentes literarias

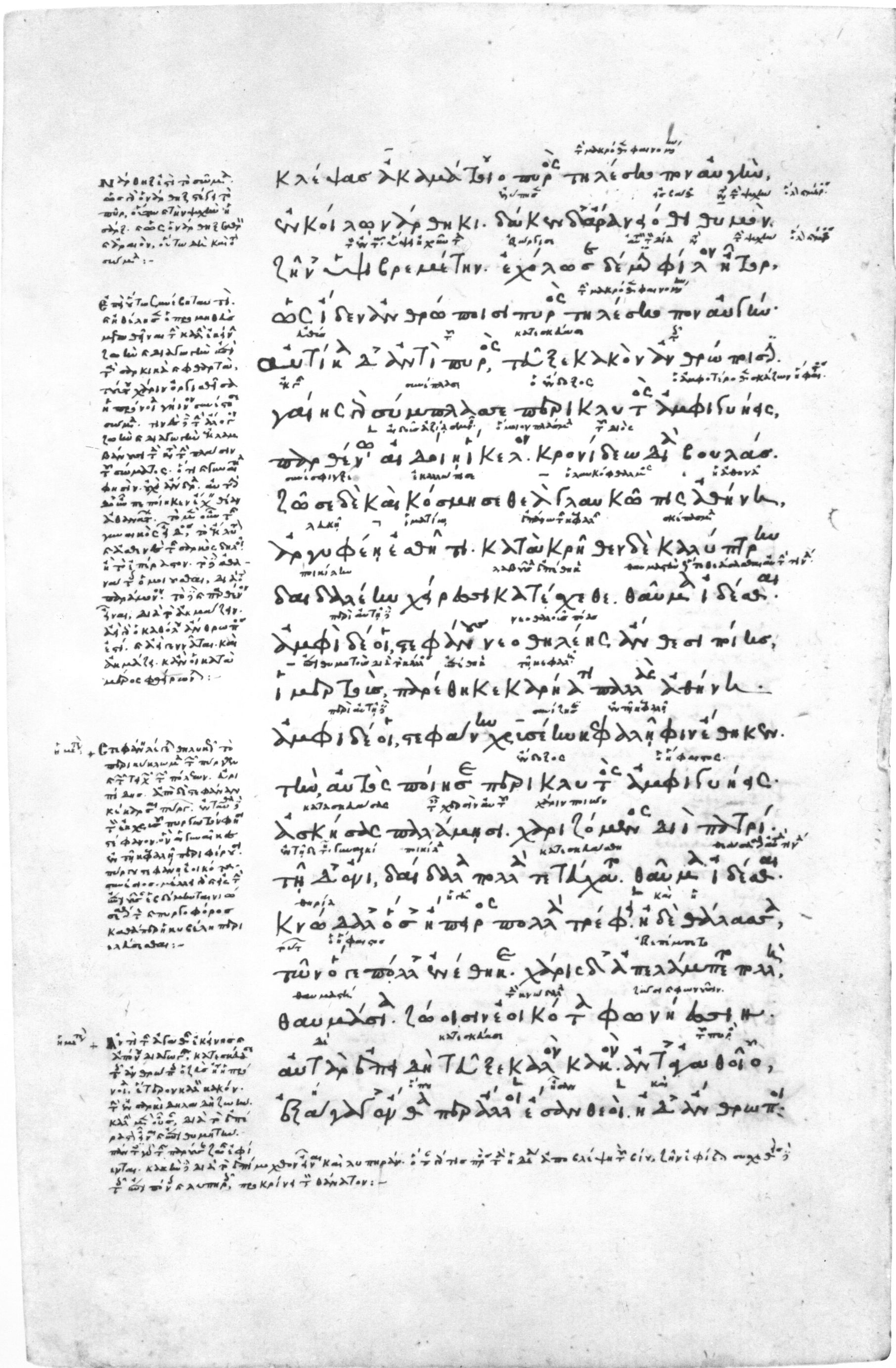
Hesíodo, copia manuscrita de un original de la Teogonía.

Principales autores
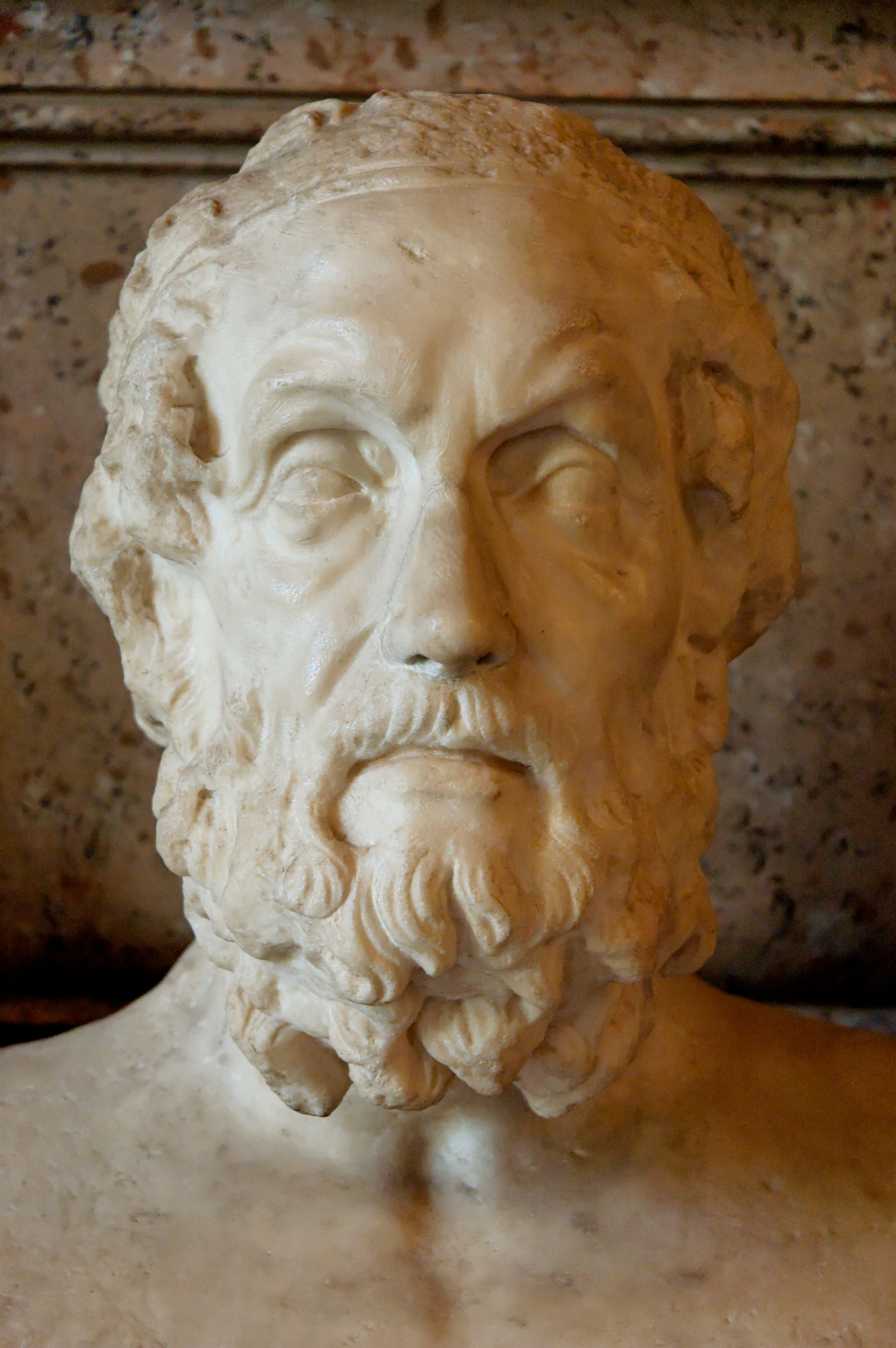
Busto de Homero, autor de la Ilíada y la Odisea, dos obras épicas cuyos escritos narran la interacción de dioses y humanos.
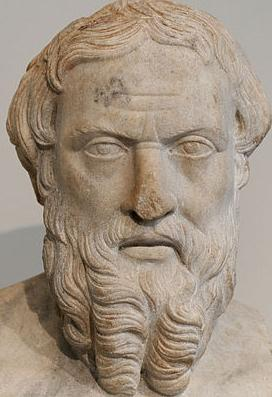
El historiador Heródoto, considerado como el padre de la Historia, y de quien se conserva Historias, escrito durante el
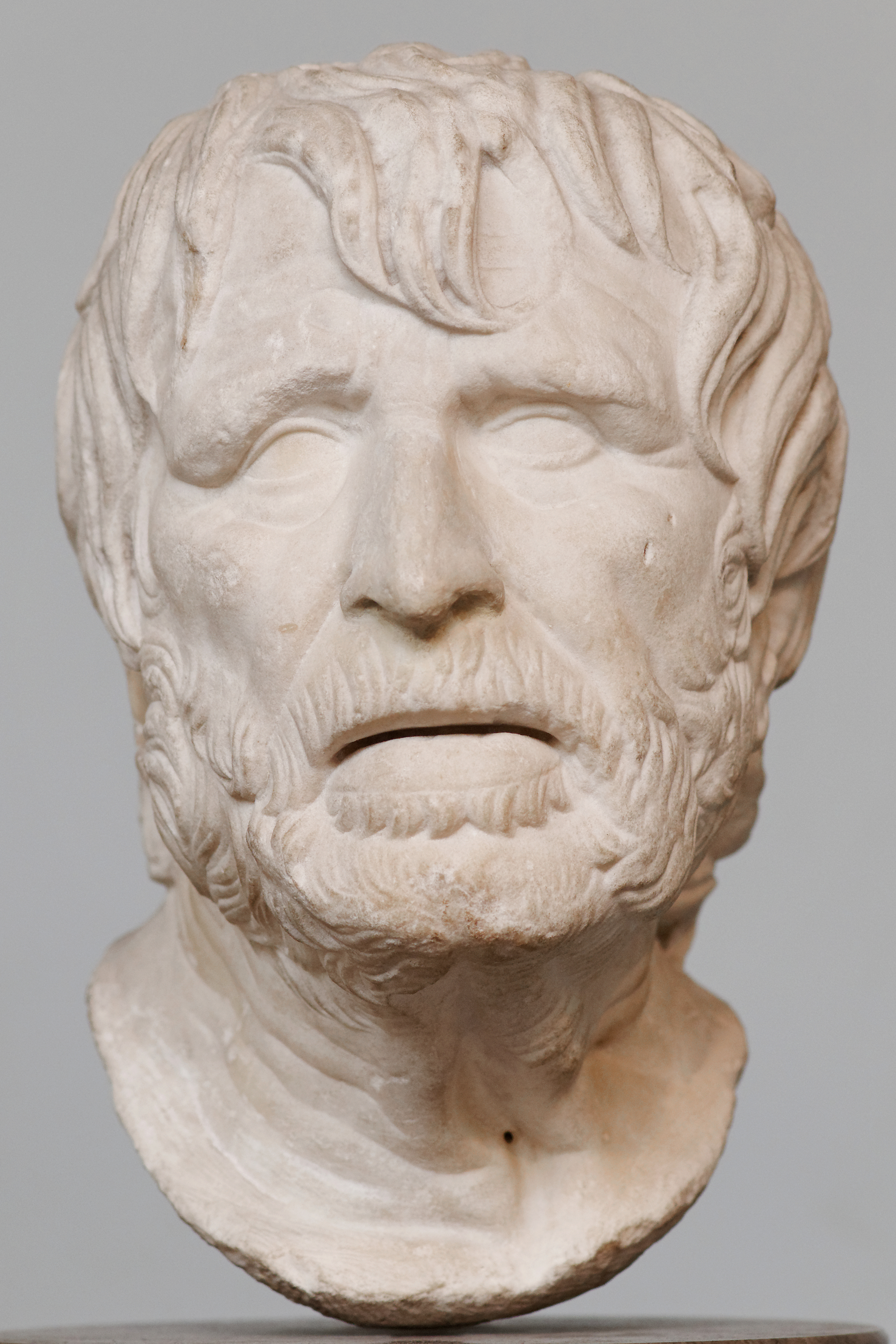
Hesíodo, autor de la Teogonía, un génesis del origen del cosmos y de los dioses.
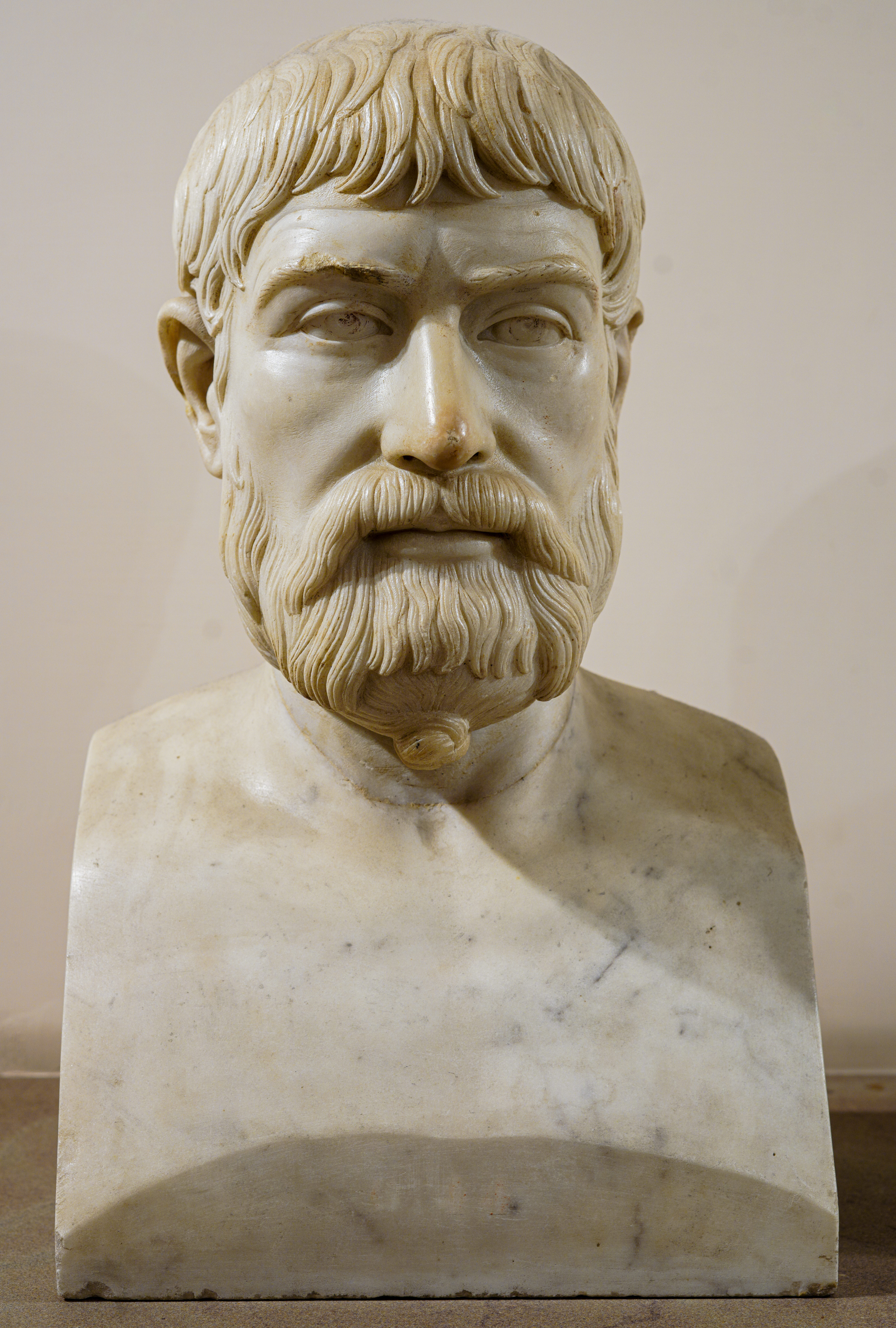
Píndaro, vivió durante el Fue quien aconsejó «sembrar a manos llenas, no a sacos llenos».

### Fuentes arqueológicas

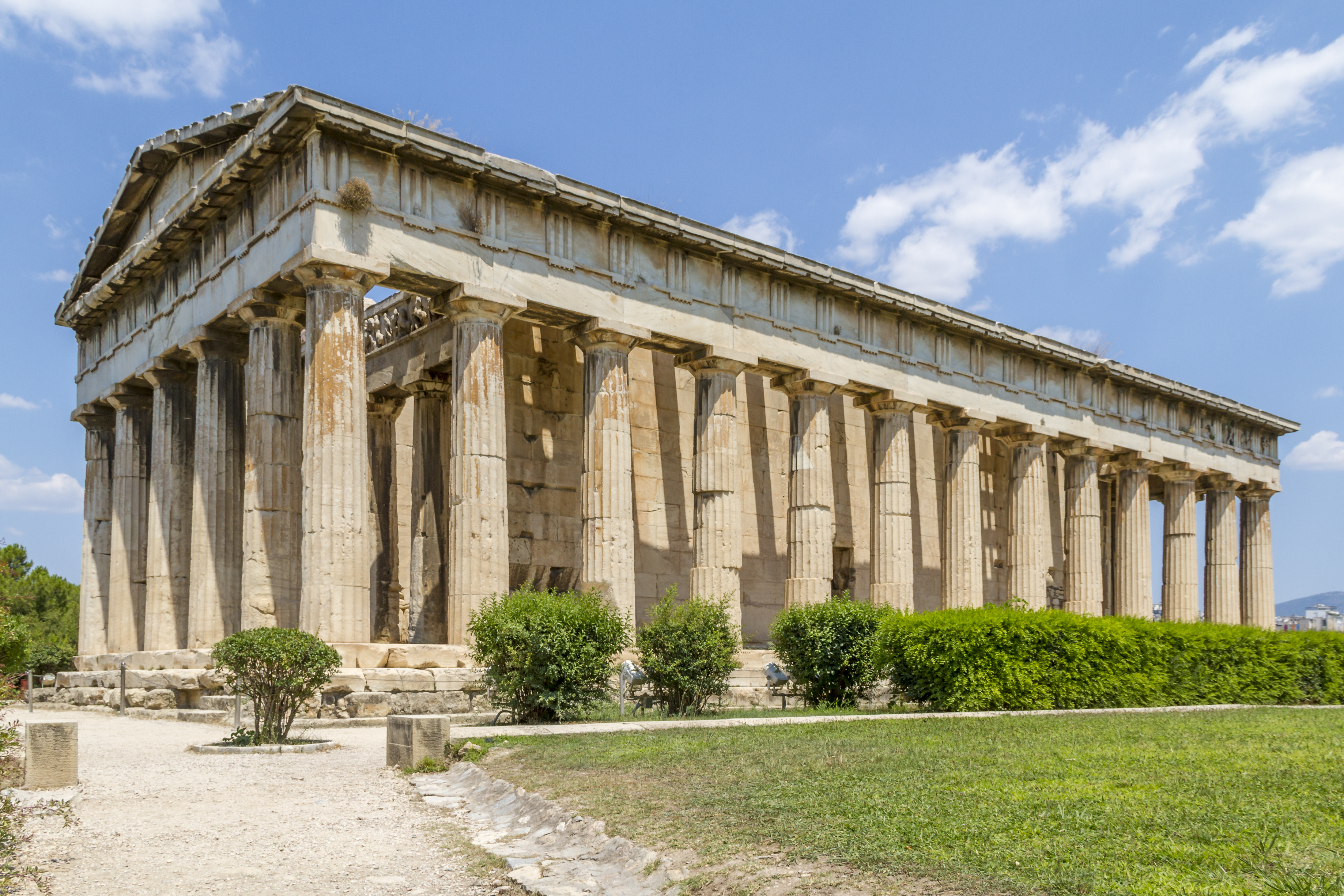
Templo de Hefesto (dios del fuego), uno de los pocos que han soportado el paso del tiempo y las guerras. Situado en Atenas, construido en el

### Cosmogonía y cosmología

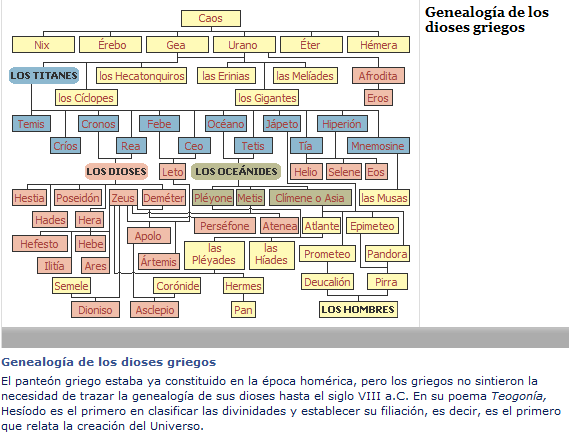
Genealogía, creación del cosmos y los dioses..De Caos surgen Nix (noche), Gea (Tierra) y Éter. De ellos se desprenden Cronos, Océano, Helios (Sol) y Sélene (Luna).

### Titanomaquia y división de poderes en la Tierra

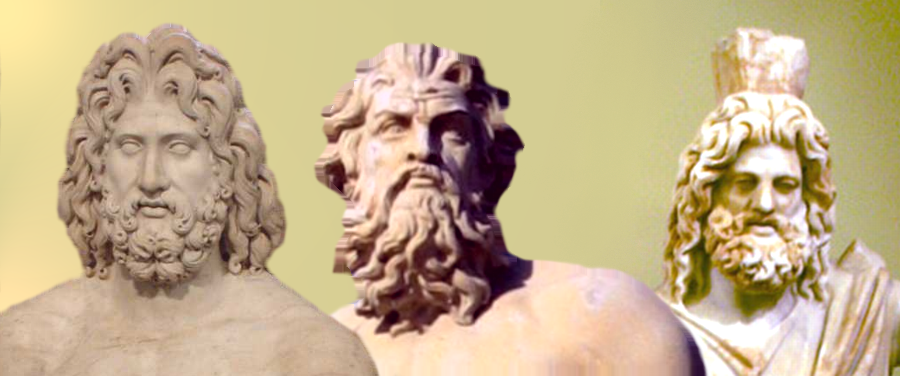
La trinidad griega y la distribución de los tres reinos de la Tierra: Zeus Dios (el Cielo), Poseidón (Mares y océanos) y Hades (Inframundo). Los theos (dioses menores) son los hijos de esta trinidad.

## El panteón griego

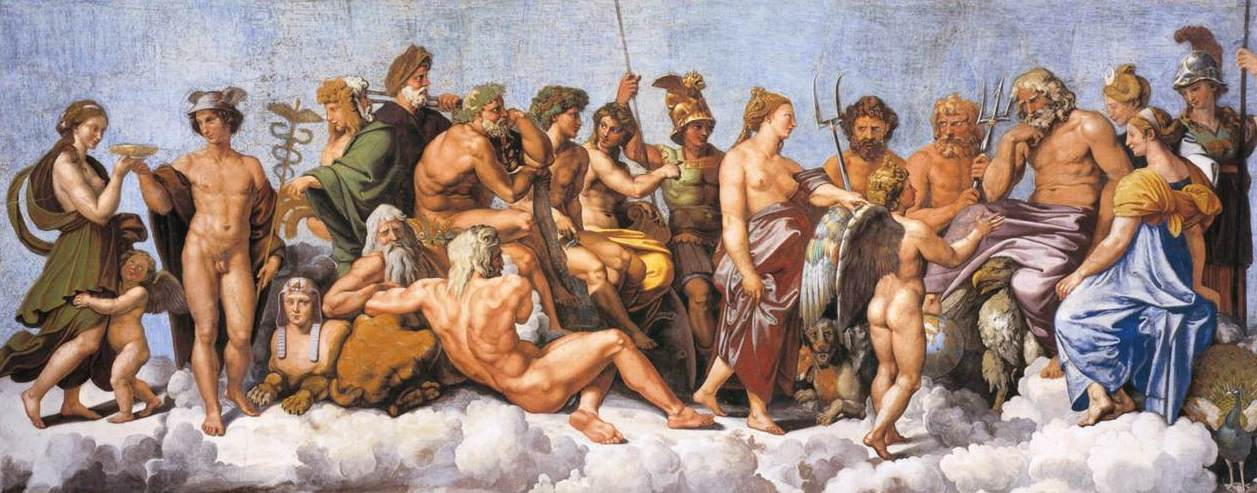
Concilio de los dioses (Rafael).

## La era de los dioses y los mortales

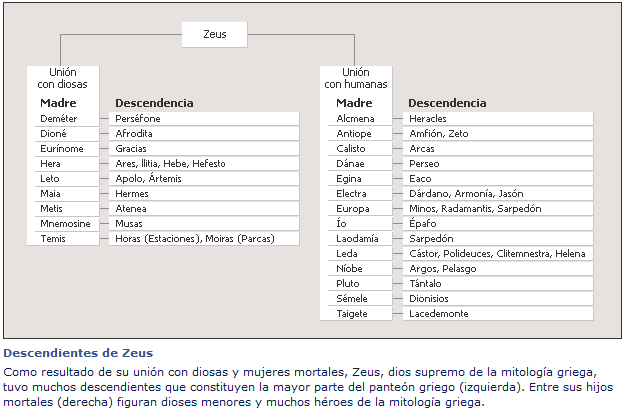
Descendencia de Zeus con diosas y mortales.

### Heracles, Perseo

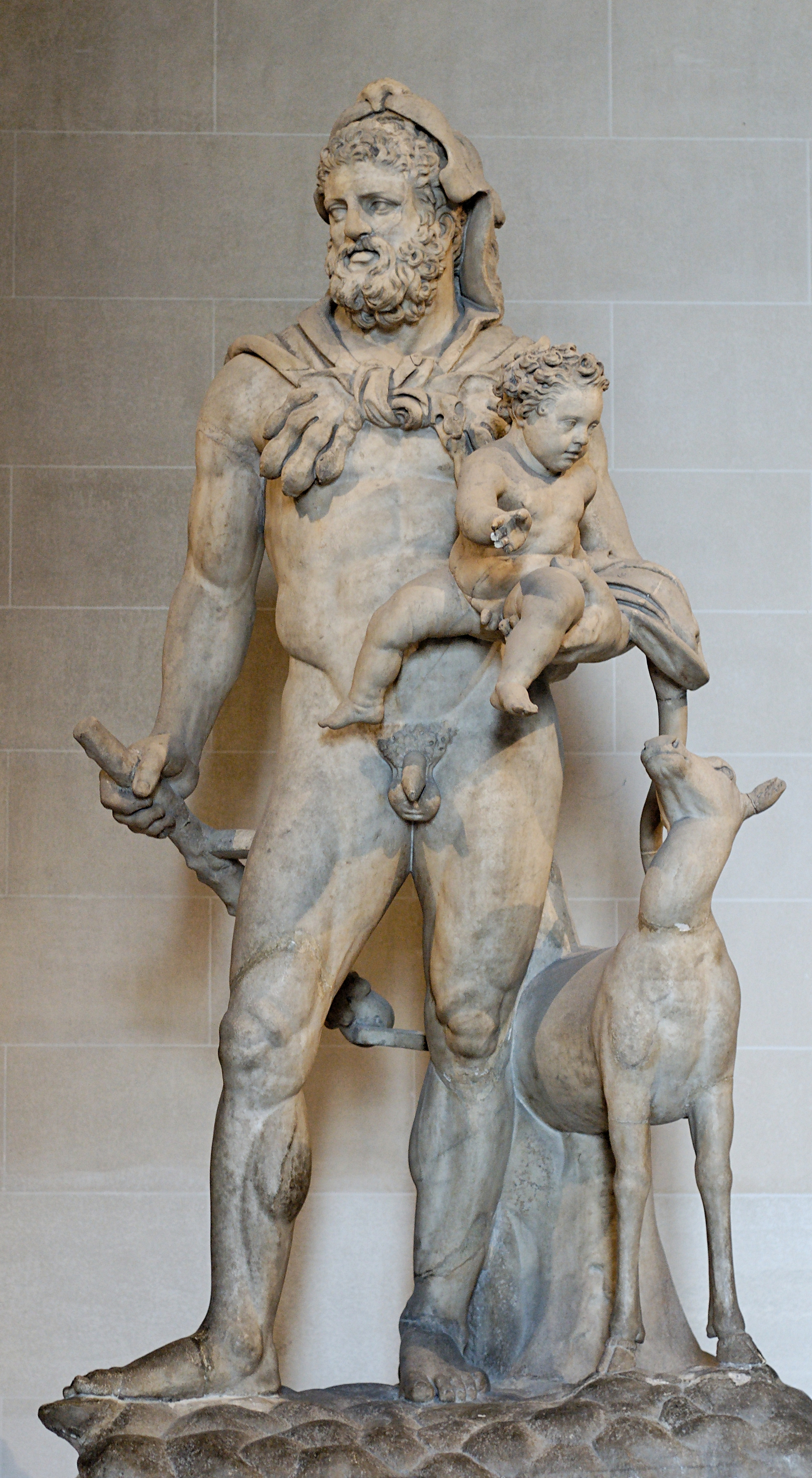
Heracles con su hijo Télefo
(Museo del Louvre, París).

### La guerra de Troya. Aquiles, Paris, Helena y las Amazonas

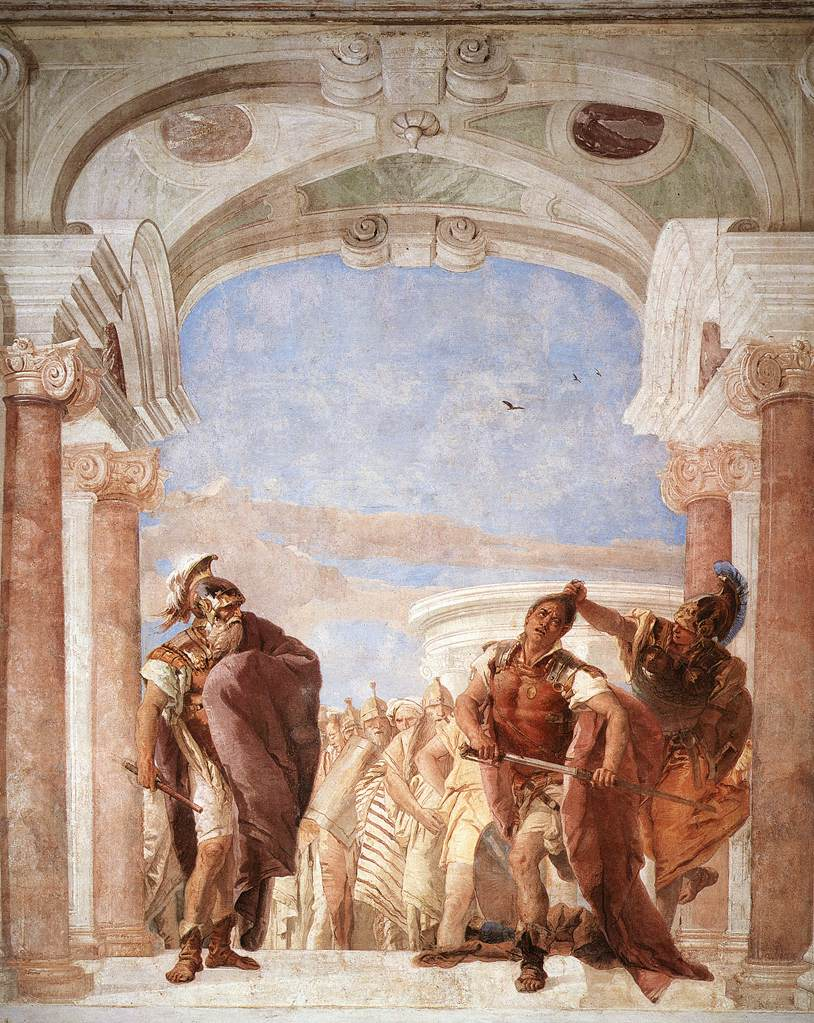
En La furia de Aquiles de Giovanni Battista Tiepolo (1757, fresco, Villa Valmarana, Vicenza) Aquiles está enfurecido por la amenaza de Agamenón de quitarle a su botín de guerra, Briseida, y saca su espada para matarle. La súbita aparición de Atenea, que en el fresco sujeta a Aquiles por el pelo, evita el asesinato.